# Liebermann-Burchard-Reaktion
Die Liebermann-Burchard-Reaktion ist eine Namensreaktion zum Nachweis von Sterinen. Klassischerweise wird ein Fettextrakt mit Essigsäure, Essigsäureanhydrid und konzentrierter Schwefelsäure unter Eiskühlung versetzt. Das entstehende Pentaenylkation ist je nach Variante  der Tests und Struktur des Sterins grün oder rot gefärbt. Es kann als qualitative Nachweisreaktion benutzt werden oder photometrisch bei 620 nm vermessen werden. Anstelle des Schwefeltrioxids können auch Eisen(III)-Kationen als Oxidationsmittel verwendet werden.
Die Reaktion hatte im 20. Jahrhundert eine breite Anwendung und ist auch heute noch eine Referenzmethode. Sie wurde 1885 erstmals vom Chemiker Carl Liebermann (1842–1914) beschrieben und später vom Mediziner Hans Richard Ferdinand Burchard (1864–1900) für eine quantitative Bestimmung von Cholesterol weiterentwickelt. Moderne Untersuchung zur Strukturaufklärung geben Aufschluss darüber, dass der Reaktionsmechanismus keine Cholestadiene, i-Steroide oder Cholesterol-Dimere enthält wie zunächst angenommen. Stattdessen wird Cholesterol und seine Acetat- und Sulfatderivate an verschiedenen Stellen sulfoniert, wobei oft auch Gerüstumlagerungen auftreten. Die Eliminierung von Sulfonsäuregruppen als Schweflige Säure sorgt für neue Doppelbindungen. Eine Wiederholung führt zu Polyenen und schlussendlich zu aromatischen Steroiden.